# Blackburn with Darwen
Blackburn with Darwen – dystrykt o statusie unitary authority w hrabstwie ceremonialnym Lancashire w Anglii. 

## Miasta
- Blackburn
- Darwen

## Inne miejscowości
Bank Fold, Beardwood, Belmont, Belthorn, Blackamoor, Cadshaw, Chapeltown, Eccleshill, Edgworth, Entwistle, Feniscowles, Guide, Hoddlesden, Lower Darwen, Pleasington, Tockholes.